# Jurij Aksënov
Jurij Aleksandrovič Aksënov (in russo Юрий Александрович Аксëнов?, in kazako Юрий Александрович Аксëнов?, Yurïý Aleksandrovïç Aksyonov; Volgograd, 11 agosto 1973) è un ex calciatore russo naturalizzato kazako, di ruolo ala.